# Hans-Herbert Fischer
Hans-Herbert Fischer (* 29. November 1913 in Saarbrücken; † 30. April 1981 in Bonn) war ein deutscher Rundfunk- und Fernsehmann.

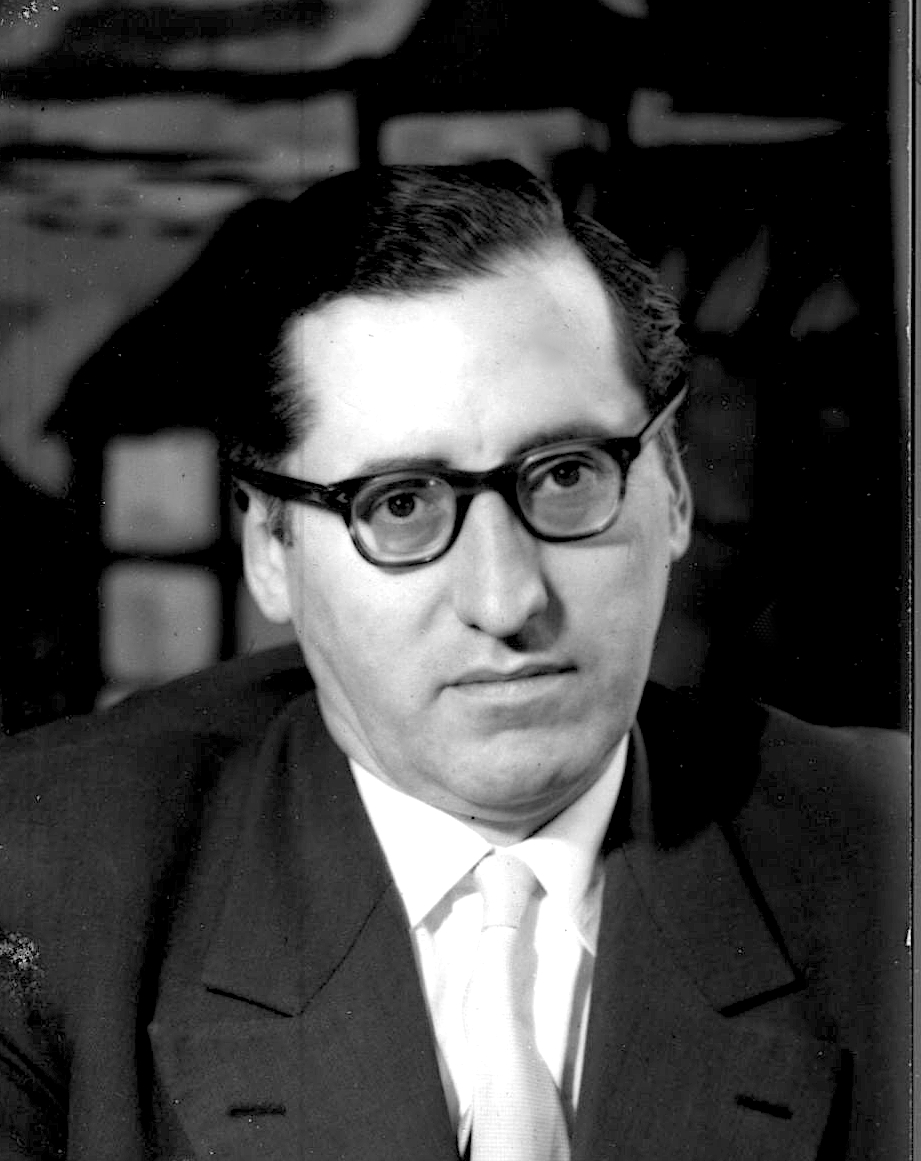
Hans-Herbert Fischer 1966.

## Familie
Fischer wurde als erster von zwei Söhnen am 29. November 1913 in Saarbrücken geboren. Sein Vater, Alfred Fischer, war Oberpostdirektor, seine Mutter, Elisabeth Fischer geb. Schneider, Hausfrau. Sein jüngerer Bruder Helmut Fischer war Journalist beim NWDR, Süddeutschen sowie beim Bayerischen Rundfunk.

## Ausbildung
Fischer absolvierte die Grundschule in Saarbrücken und Dresden und legte sein Abitur 1933 am Friedrich-Wilhelm-Gymnasium in Köln ab. In den Jahren 1933 und 1934 studierte er Rechtswissenschaften an der Universität Köln.

## Beruflicher Werdegang
Nach dem Abbruch des Jura-Studiums in Köln kam Hans-Herbert Fischer 1936 zum Reichssender Saarbrücken. Dort war er zunächst Sachbearbeiter, später Hauptsachbearbeiter in der Abteilung „Kunst und Unterhaltung“. Er war Autor von Hörspielen und zeichnete für kulturelle Sendungen verantwortlich. 1937 heiratete er die ebenfalls beim Reichssender Saarbrücken als Sekretärin beschäftigte Viktoria Luise Fischer, geb. Hengstenberg.
Während des Krieges erfolgten zunächst Abkommandierungen nach Köln, Frankfurt, Berlin, Stuttgart und München, dann wurde er Chef eines Wehrmachtsenders an der Ostfront.
Einer Einberufung als aktiver Soldat an die Front konnte Fischer entgehen, indem er seine Bedeutung als Sprecher und Autor für den Rundfunk glaubhaft machen konnte. So kam er 1942 zum Soldatensender Ursula, der in Pleskau stationiert war, und hatte dort als Sonderführer Z die Leitung des Programms inne.
Kurz vor der Kapitulation des Deutschen Reiches am 8. Mai 1945 konnte er eine Sendeanlage, bestehend aus sechs Wagen mitsamt Antenne, vor dem Zugriff der Sowjetarmee retten und nach Köln bringen.
Diese Sendeanlage wurde sodann auf dem Eggeberg in Herford-Schwarzenmoor aufgebaut und diente fortan der Verbreitung des Mittelwellenprogramms des Sender Herford.
Dort begann nach der Entnazifizierung – Fischer musste dank des Intendanten Adolf Raskin nicht in die NSDAP eintreten – seine Karriere beim NWDR.
Von der Broadcasting Control Unit (Cologne) wurde er am 25. März 1946 als Sendeleiter bei dem unter britischer Kontrolle arbeitenden Nordwestdeutschen Rundfunk (Köln) angestellt.
Ab dem 1. Oktober 1947 fungierte er auch als stellvertretender Intendant. Für seine hervorragenden Leistungen wurde Fischer von Sir Hugh Carleton Greene 1947 eine Leistungszulage zugesprochen.
In dieser Zeit war er verantwortlich für die Vorbereitung und Durchführung der Düsseldorfer Funkausstellung 1950. Für dieses Engagement erhielt er ein Dankesschreiben des Generaldirektors des NWDR, Adolf Grimme.

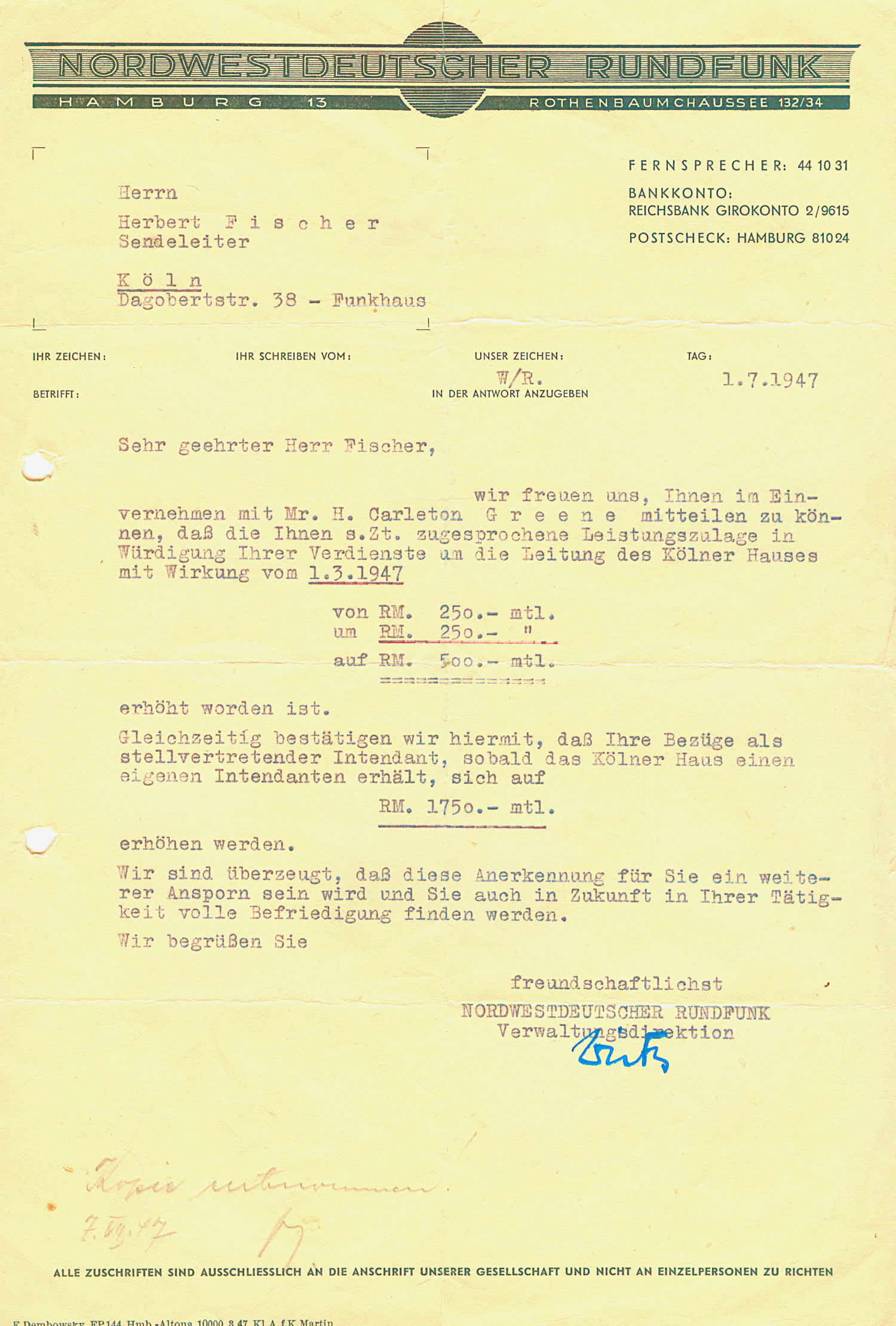
Leistungsprämie für Hans-Herbert Fischer wegen besonderer Verdienste um den NWDR

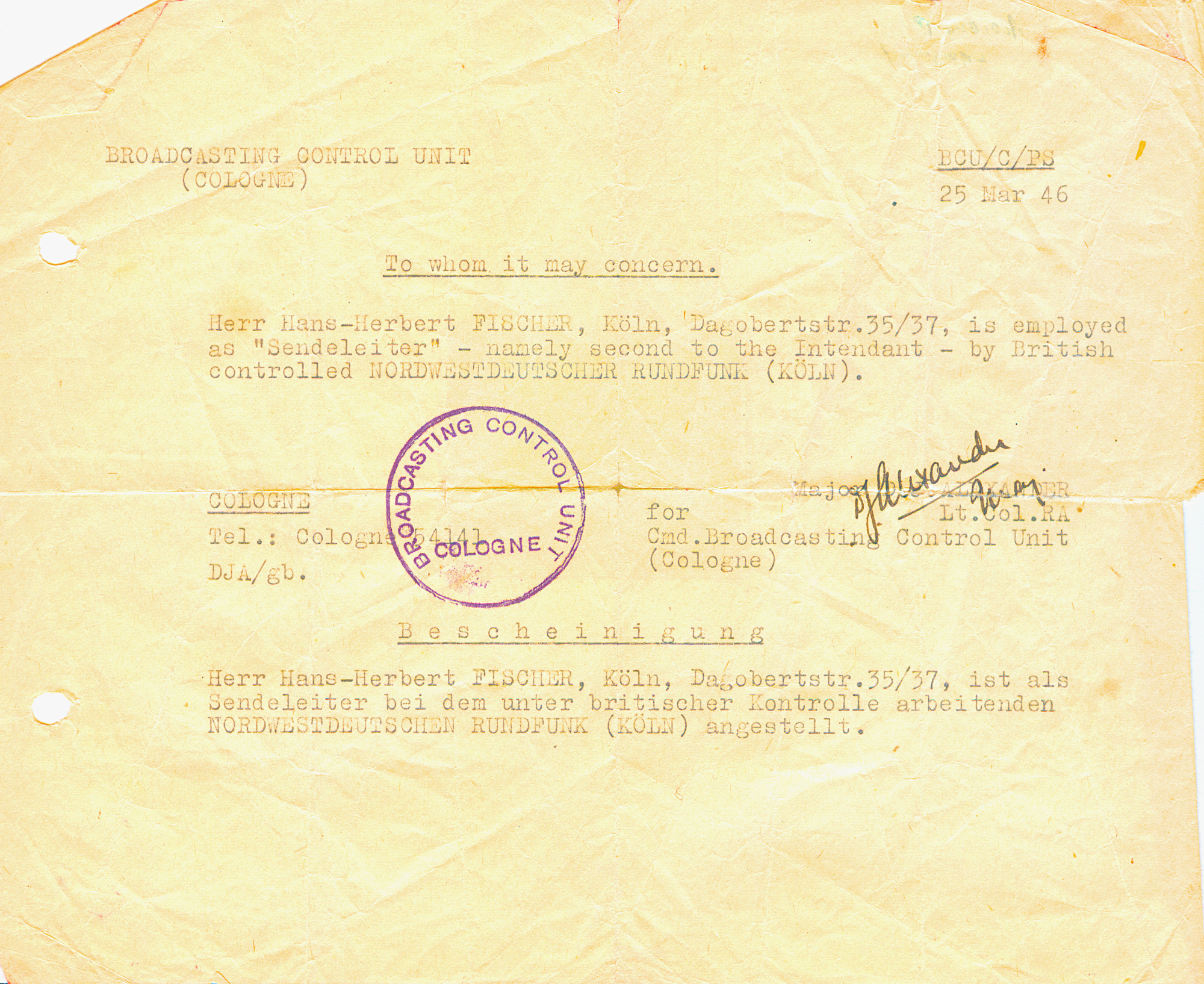
Bescheinigung der Broadcasting Control Unit Cologne

Ab dem 1. Januar 1956 hatte Hans-Herbert Fischer den Posten des Sendeleiters und des stellvertretenden Intendanten des WDR inne.

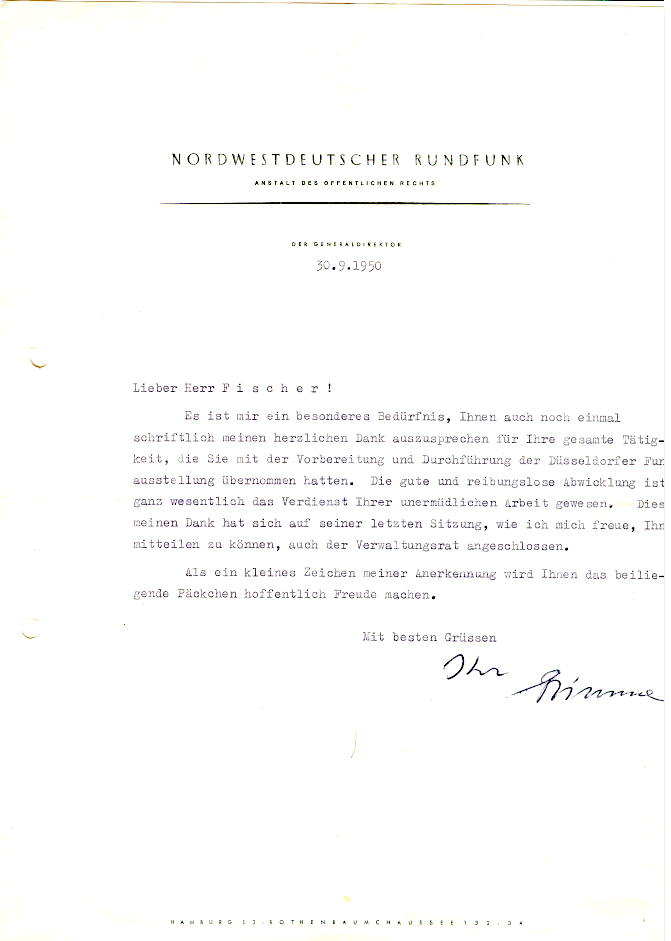
Dankesschreiben von Adolf Grimme an Hans-Herbert Fischer.

Zudem kam Fischer während seiner Zeit beim WDR in regelmäßigen Abständen mit Bundeskanzler Konrad Adenauer zusammen, um ihm die Neuheiten von Rundfunk und Fernsehen zu präsentieren.
Im Jahre 1959 folgte Fischer schließlich dem Ruf von Walter Geerdes, dem ersten Intendanten des Sender Freies Berlin, als Programmdirektor zum SFB zu kommen.
Diese Aufgabe erfüllte er bis zu seiner Pensionierung aus gesundheitlichen Gründen bis zum Jahre 1966.

### Berufliches Wirken beim Sender Freies Berlin
In die Amtszeit von Hans-Herbert Fischer fallen eine Reihe außerordentliche Fernsehproduktionen, wie das Schauspiel „Ein Bericht für eine Akademie“ von Klaus Kammer, „Die Gratulanten kommen“, „Meine Nichte Susanne“, „Die wahre Geschichte vom geschändeten und wiederhergestellten Kreuz“ von Tom Toelle sowie eine literarische Sendereihe in der Regie von Walter Höllerer mit dem Titel „Literatur im technischen Zeitalter“.
In dieser Sendereihe kamen Beiträge von Max Frisch, Ingeborg Bachmann, Friedrich Dürrenmatt und Eugène Ionesco zur Aufführung.
Die diesbezügliche Korrespondenz mit Walter Höllerer befindet sich im Literaturarchiv Sulzbach-Rosenberg.
Fischer meldete sich auch immer wieder zu aktuellen Entwicklungen in Rundfunk und Fernsehen medial zu Wort, so z. B. zur Frage einer Erhöhung der Rundfunkgebühren in der Wochenzeitung Die Zeit im Jahre 1965.

### Späte Jahre und Tod
Nach seiner Freistellung als Programmdirektor des SFB 1966 aus gesundheitlichen Gründen war Fischer noch mit dem Aufbau des Deutschen Fernsehens in Khartum beauftragt, was er nach einem halben Jahr ebenfalls aus gesundheitlichen Gründen aufgeben musste.
Er verstarb am 30. April 1981 in der Klinik auf dem Venusberg in Bonn.